# 2021 في بيلاروسيا
أحداث عام 2021 في  بيلاروس.

## في السلطة
- الرئيس : الكسندر لوكاشينكو
- رئيس الوزراء : رومان جولوفتشينكو

## أحداث
مستمر - وباء كوفيد 19 في بيلاروسيا
- 11 مارس - أبلغت بيلاروسيا عن أول حالة إصابة بمتحور ألفا لفيروس كورونا المستجد، والذي نشأ في المملكة المتحدة.[1]

- 23 مايو - رحلة رايان إير 4978

## وفيات

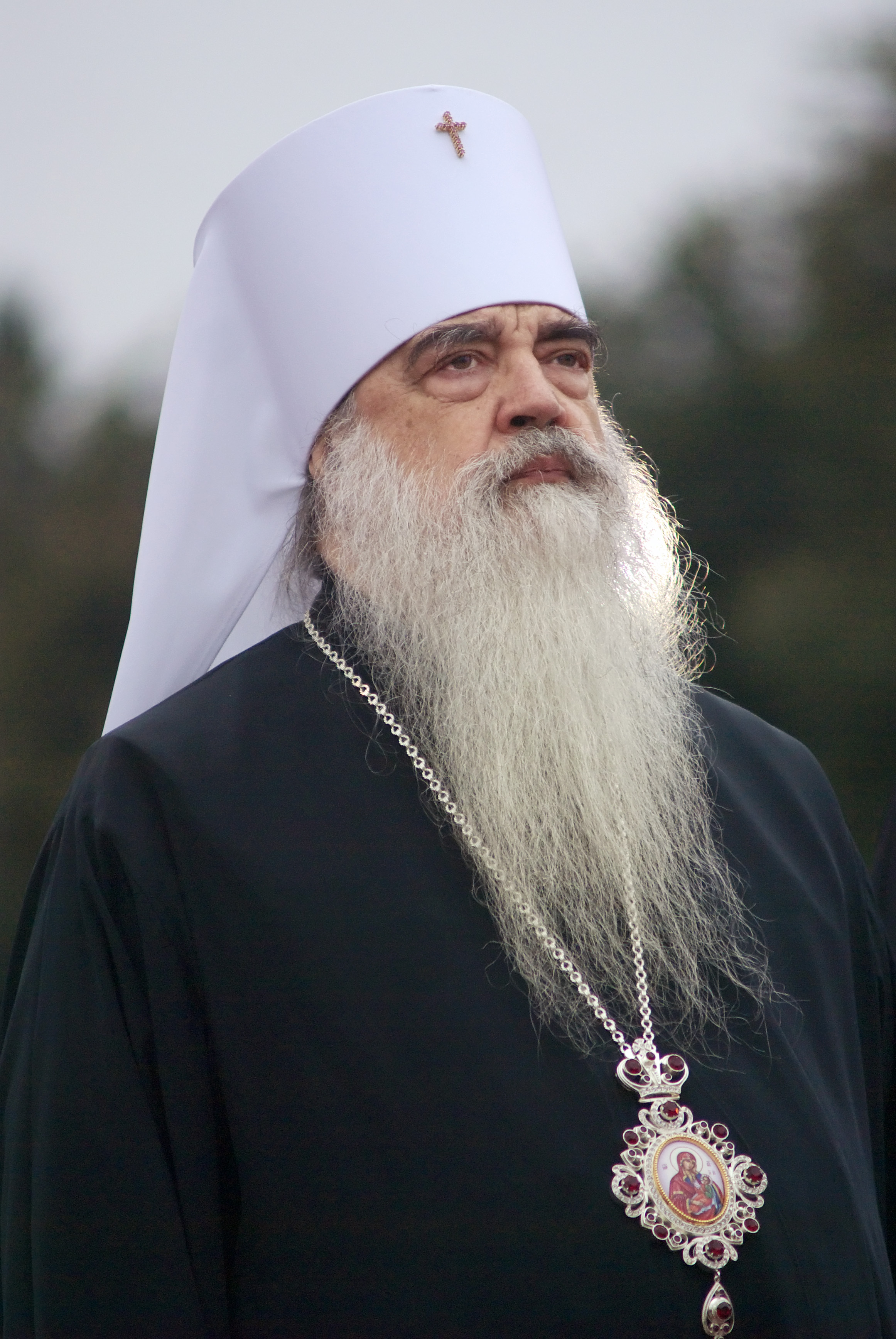
فيلاريت

- 12 كانون الثاني - فيلاريت، أسقف أرثوذكسي (مواليد 1935).[2]